# Classe Pionier Moskvy
La  Classe Pionnier Moskvyy est une classe de navire de sauvetage de Russie. 

## Mission
Elle dispose des moyens nécessaires pour mettre à l'eau des mini-sous-marins de DSRV et de la Classe Priz, également en cas de mer agitée.

## Unités
- Mikhaïl Roudnitskiy : entrée en service en 1979 opérant actuellement dans la Flotte du Nord. Son DSRV a réussi a percevoir des signaux du sous-marin Koursk.
- Giorgiy Koz'mine : entrée en service en 1980 opérant actuellement dans la Flotte du Pacifique. Embarque le sous-marin AS-28.
- Giorgi Titov : entrée en service en 1983 opérant actuellement dans la Flotte du Nord.
- Saïany : entrée en service en 1984 opérant actuellement dans la Flotte du Pacifique. Elle embarque le sous-marin AS-30.